# أم الرخم (مطروح)
قرية أم الرخم هي إحدى القرى التابعة لمركز مرسى مطروح في محافظة مطروح في جمهورية مصر العربية. حسب إحصاءات سنة 2018، بلغ إجمالي السكان في أم الرخم 2,457 نسمة، منهم 1,306 رجل و 1,151 امرأة.